# كيفن هولت
كيفن هولت (بالإنجليزية: Kevin Holt)‏ (25 يناير 1993 في المملكة المتحدة - ) هو لاعب كرة قدم بريطاني في مركز الظهير. لعب مع كوين أوف ساوث ونادي دندي.

## وصلات خارجية
- كيفن هولت على موقع قاعدة بيانات كرة القدم.إي يو (الإنجليزية)
- كيفن هولت على موقع Soccerbase.com (لاعب) (الإنجليزية)
- كيفن هولت على موقع Soccerway.com (الإنجليزية)
- كيفن هولت على موقع عالم كرة القدم.نت (الإنجليزية)